# خويفيرة هرمية
خويفيرة هرمية (الاسم العلمي:Koeleria pyramidata) هي نوع من النباتات تتبع جنس الخويفيرة من الفصيلة النجيلية.